# 陽城郡
陽城郡（ヤンソンぐん、양성군）は韓国京畿道安城市陽城面・元谷面・孔道邑一帯にあった昔の郡。現在の安城市西部と平沢市の一部地域を管轄した。この地域には飛地が所古尼面、甘味面、そして升良面があった。

## 沿革
- 馬韓 臣濆活国
- 高句麗、百済の沙伏忽、あるいは百済の沙巴乙
- 新羅景徳王の時、白城郡赤城県
- 高麗太祖時陽城に改称
- 高麗顕宗時の陽城、水州に所属
- 高麗明宗の時に陽城県に改編
- 1413年に忠清道から京畿道に移管
- 1895年陽城郡に改編、公州府が管轄。
- 1896年道制改編で京畿道所属。
- 1914年郡面併合で陽城郡廃止、安城郡に併合。

### 1914年以降
1914年の行政区域と現在の行政区域の比較
| 朝鮮総督府令第111号 |            |                     |                                    |                                    |
| 旧行政区画          | 旧行政区画 | 新行政区画 (安城郡) | 新行政区画 (安城郡)                | 新行政区画 (安城郡)                |
| 邑内面              | 邑内面     | 陽城面              | 旧場里、東恒里、石花里、楸谷里     | 旧場里、東恒里、石花里、楸谷里     |
| 金谷面              | 金谷面     | 陽城面              | 蘭室里、老谷里、美山里、長西里     | 蘭室里、老谷里、美山里、長西里     |
| 徳山面              | 徳山面     | 陽城面              | 徳峰里、名木里、芳新里、三岩里     | 徳峰里、名木里、芳新里、三岩里     |
| 紙洞面              | 紙洞面     | 陽城面              | 桃谷里、梨峴里、山井里、照日里     | 桃谷里、梨峴里、山井里、照日里     |
| 松五里面            | 松五里面   | 陽城面              | 防築里、筆山里                     | 防築里、筆山里                     |
| 孔梯面              | 孔梯面     | 孔道面              | 仏堂里、薪頭里、熊橋里             | 仏堂里、薪頭里、熊橋里             |
| 令通面              | 令通面     | 孔道面              | 乾川里、中洑里                     | 乾川里、中洑里                     |
| 九千里面            | 九千里面   | 孔道面              | 馬井里、万井里、両基里             | 馬井里、万井里、両基里             |
| 道一面              | 九龍洞面   | 孔道面              | 蝿頭里、龍頭里                     | 素沙里、珍沙里                     |
| 道一面              | 九龍洞面   | 元谷面              | 盤諸里                             | 龍耳里                             |
| 盤谷面              | 盤谷面     | 元谷面              | 月谷里、竹栢里、青龍里             | 月谷里、竹栢里、青龍里             |
| 元堂面              | 元堂面     | 元谷面              | 内加川里、芝文里、七谷里、外加川里 | 内加川里、芝文里、七谷里、外加川里 |
| 升良院面            | 升良院面   | 元谷面              | 山下里、聖恩里、聖住里             | 山下里、聖恩里、聖住里             |